# Schlacht bei Ivry

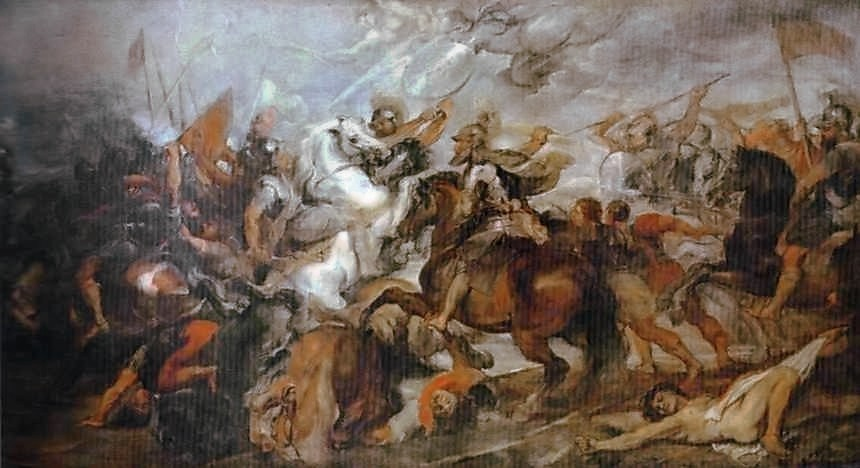
Peter Paul Rubens, Heinrich IV. in der Schlacht bei Ivry

 Die Schlacht bei Ivry vom 14. März 1590 war ein Gefecht im Rahmen des Achten Hugenottenkriegs zwischen den Truppen des neuen Königs Heinrich IV. und denen der Heiligen Liga von 1576 unter dem Herzog von Mayenne. Trotz der zahlenmäßigen Überlegenheit Mayennes wurde die Schlacht zum entscheidenden Sieg des Königs.

## Vorgeschichte
Der Herzog von Mayenne, von der Liga in Paris zum Lieutenant-général ernannt, kommandierte die Garnison der Stadt, die seit fast einem Jahr von Heinrich IV. belagert wurde. Obwohl die Stadt nicht vollständig abgeriegelt war, litt Paris unter der Belagerung, da fast das gesamte Umland sich in Hand des Königs befand. Mayenne versuchte daher, die Truppen des Königs aus diesen Gebieten zu vertreiben. Um den Zugang zur Normandie abzuriegeln, belagerte Heinrich auch Évreux, das sich in der Hand der Liga befand, und Mayenne eilte mit Unterstützung spanischer Kontingente zum Entsatz. Als Heinrich über das Vorrücken des Gegners informiert war, entschloss er sich, die Belagerung von Évreux aufzugeben und ließ seine Truppen auf der nahegelegenen Ebene von Saint-André zwischen Nonancourt und Ivry aufmarschieren. Mayenne kam an, bevor der Aufmarsch abgeschlossen war, aber zu spät am Tag, um noch anzugreifen, so dass die Entscheidung auf den folgenden Tag verschoben wurde.

## Die Schlacht
Am 14. März 1590 bei Tagesanbruch standen sich die Armeen gegenüber. Heinrich IV. und seine Offiziere Montpensier, d’Aumont, Biron, Conti, La Trémoille, Rosny und Schomberg verfügten nur über 8000 Infanteristen und 3000 Reiter, während Mayenne und seine Offiziere Nemours, Aumale und Egmond 12.000 Infanteristen einschließlich deutscher Söldner und 4000 Reiter, darunter 2000 Spanier, unter Waffen hatten.
Die Schlacht wurde durch sechs Schüsse aus den Kanonen des Königs eröffnet (die Artillerie stand unter dem Kommando von Philibert de La Guiche), gefolgt von den Angriffen der Kavallerie. Den Reitern der Liga gelang es, die Chevaulegers des Königs zu schlagen, dann zerstörten wallonische Soldaten die königliche Artillerie; Aumont konnte dem Angriff von drei Schwadronen der Liga ebenfalls nicht widerstehen. Der Erfolg der Liga wurde jedoch durch das koordinierte Eingreifen von Montpensier und Biron beendet, die Aumont zu Hilfe kamen. Am anderen Ende der Linien gelang es Heinrich IV., die Lanzenreiter der Liga so einzuengen, dass sie keinen Raum hatten, um ihre Waffe einzusetzen. Mayenne entschied daraufhin, die königliche Schwadron anzugreifen, die aus 600 Reitern bestand.
Die Schlacht wurde nun zum allgemeinen Handgemenge, mehrfach glaubte man den König gefallen oder gefangen genommen, so dass die Soldaten der Liga bereits den Sieg sicher sahen. In dieser Situation wurde Heinrich von Charles de Rambures gerettet.
Der König zog sich zurück, sammelte seine Truppen und stürzte sich erneut in die Schlacht. Dieser Angriff brachte die Entscheidung.
Als auf Seiten der Liga Egmond getötet wurde, ergriffen Nemours und Aumale die Flucht. 11.000 von 12.000 Infanteristen der Liga wurden getötet, darunter alle deutschen Landsknechte als Vergeltung für die Schlacht von Arques im September 1589, in der sie die Kapitulation fingiert hatten und dann das Feuer eröffneten. Lediglich die Schweizer Reisläufer unter dem Kommando des Bruders von Ludwig Pfyffer ergaben sich nicht und Biron ließ sie daher auch abziehen.

## Ergebnis
Die Armee der Liga wurde vollständig vernichtet. Mayenne floh bis Nantes, die anderen Offiziere fanden in Chartres Unterschlupf. Ein Ende des Kämpfe zwischen König und Liga bedeutete dieser Sieg jedoch nicht.

## Gemälde
- Peter Paul Rubens: La Bataille d’Ivry
- Carl von Steuben: La Clémence d’Henri IV après la Bataille d’Ivry (1828/1833)